# الیگاتوریان
الیگاتوریان (نام علمی: Alligatorinae) نام یک زیرتیره از تیره الیگاتوران است.

## آرایه شناسی
- زیرتیره Alligatorinae
  - سرده الیگاتور
  - سرده Chrysochampsa (منقرض)
  - سرده Hassiacosuchus (منقرض)
  - سرده Navajosuchus (منقرض)
  - سرده Ceratosuchus (منقرض)
  - سرده Allognathosuchus (منقرض)
  - سرده Arambourgia (منقرض)
  - سرده Procaimanoidea (منقرض)
  - سرده Wannaganosuchus (منقرض)
  - سرده Krabisuchus (منقرض)